# Список глав Балашовского района
Ниже представлен список глав Балашовского уезда с 1809 года по 1915 год, а также Балашовского района с 1992 года по настоящее время.

## Предводители уездного дворянства
- Войнов Яков (1809—1812)
- Струков Степан Алексеевич (1828—1831) — избирался в течение 15 лет
- Евсюков Дмитрий Матвеевич (1839—1843) — коллежский регистратор
- Евсюков Ал. Матвеевич (1843—1845) — коллежский регистратор
- Елагин Григорий Романович (1848—1861) — статский советник
- Голицын-Прозоровский Александр Фёдорович (1861—1864) — князь, генерал-лейтенант
- Коваленков Александр Петрович (1864—1872) — губернский (коллежский) секретарь
- Голицын Лев Львович (1872—1881) — князь, прапорщик в отставке
- Голицын-Прозоровский Александр Александрович (1881—1886) — князь, камер-юнкер двора его императорского величества
- Волконский Пётр Михайлович (1886—1892) — князь
- Львов Николай Николаевич (1892—1899)
- Орлов Михаил Николаевич (1899—1902) — корнет запаса
- Унковский Семён Александрович (1903) — титулярный советник
- Сумароков Аркадий Владимирович (1906—1909) — надворный советник
- Салов Николай Александрович (1911) — титулярный советник
- Сумароков Аркадий Владимирович (1913—1915)

## Главы администрации города и района[1]
- 1992 — 1996 гг. — Плотников А. А () , глава администрации города и района;
- 1996 — 1997 гг. — Кривов Геннадий Иванович (1946), глава администрации города и района;
- 1997 — 1999 гг. — Коргунов Олег Николаевич (1957), глава администрации города и района;
- 2000 — 2000 гг. — Фаизов Марат Фаритович (1961), исполняющий обязанности главы администрации города и района.

## Главы администрации района
- 2006 — 2008 гг. — Щенин Андрей Валентинович, глава администрации района;
- 2008 — 2011 гг. — Шамин Борис Фёдорович (1948), глава администрации района;
- 2011 — 2013 гг. — Гнусарев Сергей Викторович (1966), глава администрации района;
- 12.11.2013 — 30.09.2016 гг — Москалев Александр Алексеевич (1971), глава администрации района.

Должность главы администрации ликвидирована по решению депутатов районного Собрания.

## Главы муниципального района[1]
- 2000 — 2004 гг. — Фаизов Марат Фаритович (1961), глава района;
- 2004 — 2005 гг. — Петраков Павел Михайлович (1958), глава района;
- 2005 — 2006 гг. — Завалёв Валентин Иванович (1958), исполняющий обязанности главы района;
- 2006 — 2006 гг. — Кудряшов Александр Владимирович (1951), исполняющий обязанности главы района;
- 2006 — 2011 гг. — Демин Александр Иванович (1956), глава района;
- 2011 — 29.09.2016 — Щербакова Елена Юрьевна (1970), глава района;
- 29.09.2016 — 30.10.2016 — Талалайкин Игорь Валерьевич (1973), исполняющий обязанности главы района;
- 31.10.2016 — 24.04.2017 — Мельников Александр Николаевич (26.07.1956), глава района.
- с 19.05.2017 — Петраков Павел Михайлович (и. о. 24.04. — 19.05.2017)